# Age of Empires
Age of Empires – historyczna, strategiczna gra komputerowa czasu rzeczywistego stworzona przez firmę Ensemble Studios i wydana na świecie przez Microsoft. Światowa premiera gry miała miejsce 26 października 1997, a polska – 31 października 1997. W czasie rozgrywki gracz wciela się w „ducha” będącego przewodnikiem przez dzieje historyczne plemienia bądź cywilizacji począwszy na epoce kamienia, skończywszy na epoce żelaza.
Ze względu na pozytywne opinie, jakie gra otrzymała w recenzjach, w 1998 wydano oficjalny dodatek, Age of Empires: The Rise of Rome. W późniejszych latach seria Age of Empires została rozszerzona o kolejne części (Age of Empires II: The Age of Kings, dodatek The Conquerors, Age of Empires III i dodatki The Warchiefs oraz The Asian Dynasties), drugą część gry przeniesiono również na konsolę Nintendo DS, jednocześnie zmieniając jej koncepcję na turową.

## Rozgrywka
Age of Empires stawia przed graczem cel rozwinięcia nacji rozpoczynając od garstki wieśniaków w epoce kamienia, do potężnej cywilizacji w epoce żelaza z rozwiniętą technologią i uzbrojeniem. By zapewnić sobie zwycięstwo, gracz musi zbierać zasoby (drewno, żywność, złoto i kamień), którymi zapłaci za jednostki, budynki i rozwój technologii. Choć jest możliwe takie ustawienie gry, by wygrana była oparta na osiągnięciach ekonomicznych, w praktyce większość graczy skupia się na rozbudowie siły militarnej i podboju przeciwników.
Istotną częścią gry jest awansowanie przez kolejne epoki. W grze występują cztery: epoka kamienia, epokę narzędzi pracy (neolit), epoka brązu i epoka żelaza. Awans do każdego z wymienionych okresów zachodzi w centrum miasta. Do jego przeprowadzenia wymagana jest znaczna ilość zasobów. Każda taka aktualizacja zapewnia dostępność nowych typów budynków, jednostek oraz technologii. Aby dostać się do kolejnego okresu, konieczne jest posiadanie dwóch budynków z obecnej ery (oraz, oczywiście zasobów z osobna określonych dla każdego procesu).
Age of Empires składa się z różnorodnych scenariuszy dla jednego gracza, w których postawiono konkretny cel do osiągnięcia. Scenariusze te pogrupowano do kampanii (każda z nich przypisana do konkretnej cywilizacji). Dostępne są tryby random map (ang. losowa mapa) i death match (ang. śmiertelna rozgrywka), w których tryumf uzyskać można jedynie przez podbój, budowę cudu świata bądź przejęcie wszystkich ruin lub artefaktów występujących na mapie.
Dostępny jest też tryb gry wieloosobowej (poprzez ogólnodostępne serwery internetowe, sieć lokalną czy null modem. W trybie wieloosobowym grać może od dwóch do ośmiu graczy jednocześnie. Ponieważ gra sieciowa jest mniej rozbudowana niż we współczesnych grach, dość często występuje lag lub odłączenie od serwera. Pomimo to, Age of Empires jest nadal popularne w serwisach GameRanger i GameSpy. W celu wyłonienia najlepszych graczy, regularnie przeprowadza się mistrzostwa świata.

### Cywilizacje
Kształt AoE kreowany jest przez dwanaście cywilizacji, z których każda reprezentuje jeden z czterech odmiennych stylów architektonicznych:
| Azjatyckie                                                       | Bliskowschodnie                                                        | Egipskie                                                                   | Greckie                                                            |
| ---------------------------------------------------------------- | ---------------------------------------------------------------------- | -------------------------------------------------------------------------- | ------------------------------------------------------------------ |
| - Koreańczycy (Choson) - Chińczycy (Shang) - Japończycy (Yamato) | - Babilończycy (Babylonians) - Hetyci (Hittites) - Persowie (Persians) | - Asyryjczycy (Assyrians) - Egipcjanie (Egyptians) - Sumerowie (Sumerians) | - Grecy (Greeks) - Minojczycy (Minoans) - Fenicjanie (Phoenicians) |

## Reedycja
20 lutego 2018 roku na platformie dystrybucji cyfrowej Microsoft Store ukazała się reedycja gry o tytule Age of Empires: Definitive Edition. Edycja zawiera zarówno oryginalną grę, jak i dodatek The Rise of Rome. Odświeżona edycja działa na silniku graficznym oryginalnej gry, mimo to twórcy całkowicie zmodyfikowali interfejs graficzny oraz zaimplementowali wsparcie dla rozdzielczości 4K, pozostawiając jednak możliwość zabawy w trybie Classic, który oferuje niezmienioną rozgrywkę z wersji z 1997 roku. Reedycja zawiera także nagraną od nowa, symfoniczną ścieżkę dźwiękową. Za remake odpowiedzialne jest studio Forgotten Empires.